# Hypoponera argentina
Hypoponera argentina es una especie de hormiga del género Hypoponera, subfamilia Ponerinae. 

## Distribución
Esta especie se encuentra en Argentina y Paraguay.